# Software-defined storage
Software-defined storage (SDS) – kierunek rozwoju systemów pamięci masowej. Polega na uniezależnieniu storage’u od hardware'u poprzez wirtualizację pamięci masowej i często oferując szereg funkcjonalności typu replikacja, thin provisioning, snapshoty czy backup.
Odrywając pamięć masową od hardware’u, SDS umożliwia implementację systemu na dowolnie wybranych przez użytkownika komponentach. Umożliwia to stworzenie wspólnego zasobu dyskowego z różnorodnych maszyn oraz, przy budowie storage’u, swobodę wyboru komponentów.
Rozwiązanie SDS może służyć zarówno jako NAS, SAN, jak i DAS.
Sama definicja software-defined storage jest często modyfikowana przez producentów komponentów sprzętowych, którzy opierają swoje rozwiązania o wirtualizację zasobów dyskowych. Należy natomiast rozgraniczyć pomiędzy software-defined storage gwarantującym dowolność doboru komponentów i tym przypisanym do hardware’u.

## Przykłady rozwiązań software-defined storage
- MooseFS
- GlusterFS
- Ceph
- LizardFS
- HDFS
- Simplyblock
- DataCore
- Longhorn